# 高桥乡 (潼关县)
高桥乡是中国陕西省渭南市潼关县下辖的一个乡。

## 行政区划
高桥乡下辖以下行政区：
高桥村、张尧村、布施河村、樊家村、南营村、北营村、税村、三河村、四知村、公庄村、桃林寨村、小泉村、新城堡村